# Microsoft Visual SourceSafe
 (septembre 2020).
Si vous disposez d'ouvrages ou d'articles de référence ou si vous connaissez des sites web de qualité traitant du thème abordé ici, merci de compléter l'article en donnant les références utiles à sa vérifiabilité et en les liant à la section « Notes et références ».
Visual SourceSafe (VSS) est un système de gestion de versions édité par Microsoft qui est destiné au développement de logiciels et de sites Web sous Windows. Il n'est plus développé et il a été remplacé par Team Foundation Server.

## Fonctionnalités
Visual SourceSafe peut traiter tout type de fichier quel que soit le langage de développement, le langage auteur ou l'application qui l'a généré. Ses utilisateurs peuvent travailler tant au niveau du fichier qu'au niveau du projet et peuvent facilement réutiliser des fichiers existants. SourceSafe permet en particulier la fusion de différents fichiers sources en tenant compte de leur version.